# Сіндре Валле Егелі
Сіндре Валле Егелі (норв. Sindre Walle Egeli, нар. 21 червня 2006, Ларвік, Норвегія) — норвезький футболіст, нападник данського клубу «Норшелланн».

## Ігрова кар'єра

### Клубна
Сіндре Валле Егелі є вихованцем футбольного клубу «Саннефіорд», де грав за молодіжну команду. У 2022 році футболіст приєднався до академії данського клубу «Норшелланн», де також перший сезон провів у другій команді.
9 грудня 2023 року Валле Егелі зіграв свій перший матч в основі «Норшелланна» в матчі на Кубок країни. У чемпіонаті Данії нападник дебютував 26 лютого 2024 року в матчі проти «Копенгагена».

### Збірна
Сіндре Валле Егелі з 2022 року виступає за юнацькі збірні Норвегії всіх вікових категорій, де показує високу результативність.

## Особисте життя
Старший брат Сіндре — Ветле Валле Егелі також професійний футболіст, гравець клубу «Саннефіорд».